# 561 (szám)
Az 561 (római számmal: DLXI) egy természetes szám, háromszögszám, az első 33 pozitív egész szám összege; szfenikus szám, a 3, a 11 és a 17 szorzata.

## A szám a matematikában
A tízes számrendszerbeli 561-es a kettes számrendszerben 1000110001, a nyolcas számrendszerben 1061, a tizenhatos számrendszerben 231 alakban írható fel.
Az 561 páratlan szám, összetett szám, azon belül szfenikus szám, kanonikus alakban a 31 · 111 · 171 szorzattal, normálalakban az 5,61 · 102 szorzattal írható fel. Nyolc osztója van a természetes számok halmazán, ezek növekvő sorrendben: 1, 3, 11, 17, 33, 51, 187 és 561.
Carmichael-szám. Tizenkétszögszám. Középpontos ikozaéderszám.
Az 561 négyzete 314 721, köbe 176 558 481, négyzetgyöke 23,68544, köbgyöke 8,24747, reciproka 0,0017825. Az 561 egység sugarú kör kerülete 3524,86696 egység, területe 988 725,18153 területegység; az 561 egység sugarú gömb térfogata 739 566 435,8 térfogategység.